# ماسووویتسه توخومسکیه
ماسووویتسه توخومسکیه (به لاتین: Masłowice Tuchomskie) یک روستا در لهستان است که در گمینا توخومیه واقع شده‌است. ماسووویتسه توخومسکیه ۱۴۳ نفر جمعیت دارد.